# Coțatcu, Buzău
Coțatcu este un sat în comuna Podgoria din județul Buzău, Muntenia, România. Satul se află în nordul județului, în zona Subcarpaților de Curbură, la limita cu județul Vrancea.
Se învecinează cu satul Coroteni la 2 km est, cu satul Podgoria la 4 km sud și cu satul Oratia la 2 km vest.
Satul este străbătut de pârâul Coțatcu, un curs de apă deseori sec. Pe coamele dealurilor din apropierea satului sunt păduri și vii.
Din 1968, fostul sat Tigoiu a fost inclus în satul Coțatcu.
Pe raza localității se găsește situl arheologic Coțatcu-Cetățuia. Aici si-a avut vatra o așezare din eneolitic, asociată culturii Gumelnița.